# Васильців Богдан Петрович
Васильців Богдан Петрович (3 травня 1952,  с. Сушно Радехівського району Львівської області — 15 травня 2018, м. Львів) — український митець, художник декоративних композицій, пластики малих форм, учасник І, ІІ, ІІІ, IV, V, VI, VII Міжнародних симпозіумів скла у Львові та обласних, всеукраїнських, міжнародних виставок.

## Біографія
Народився 3 травня 1952 р. у c. Сушно. 1974 р. — закінчив Львівський будівельний технікум, відділ архітектури. 1981 р. — Львівську Національну  Академію мистецтв (викладач кафедри художнього скла). 1989-2013 рр. — учасник 9-ти Міжнародних симпозіумів з гутного скла у Львові. З 1992 р. член Національної спілки художників України . У 2012 р. виконувач обов'язків завідувача кафедри художнього скла[джерело не вказане 1427 днів].. Доцент кафедри художнього скла Львівської національної академії мистецтв. Помер 15 травня 2018 року.

## Діяльність
Працював у галузі живопису, графіки, монументально-декоративного мистецтва, гутного скла та пластики малих форм, у яких поєднанував різні техніки формування та декорування скла.
| Текст вилучений зі статті через підозру в порушенні авторських прав |
| --- |
| Текст, що раніше перебував на цій сторінці, запідозрено в порушенні авторських прав на текст із таких джерел: https://lnam.edu.ua/uk/236/pamjati-bogdana-vasilciva1952-2018.html Дата, коли було знайдено порушення: 26 квітня 2021. Тому, хто повісив цей шаблон: На сторінку обговорення користувача, який розмістив цю статтю, варто додати повідомлення {{subst:nothanks cv\|Васильців Богдан Петрович\|url=https://lnam.edu.ua/uk/236/pamjati-bogdana-vasilciva1952-2018.html}} --~~~~. |
| До уваги користувача, який розмістив цю статтю Не редагуйте статтю зараз, навіть якщо ви збираєтеся її переписати. Дотримуйтесь вказівок нижче. - Якщо власник авторських прав на зазначений вище матеріал дозволяє використовувати його на умовах GNU FDL без незмінюваних секцій та Creative Commons із зазначенням автора / розповсюдження на тих самих умовах, будь ласка, сповістіть про це на сторінці обговорення цієї статті. - Якщо правовласником є ви, додайте на зазначеному вище ресурсі примітку: «Матеріали дозволено використовувати на умовах GNU FDL без незмінюваних секцій та Creative Commons із зазначенням автора / розповсюдження на тих самих умовах». - Якщо дозволу на використання цього матеріалу немає, будь ласка, зробіть одне з двох: 1. Напишіть хоча б гарний накид статті на цій підсторінці. Зверніть увагу: не треба копіювати текст, що порушує авторські права, на зазначену підсторінку й редагувати його. Якщо ви взялися за написання нової статті, не забудьте сповістити про це на сторінці обговорення. 2. Залиште все як є, і тоді статтю буде вилучено. У випадку, якщо новий текст написано не буде, цю статтю буде вилучено через тиждень після появи цього попередження (детальніше див. документацію шаблону). Вихідний текст цієї статті з можливим порушенням копірайту можна знайти в історії змін. Зверніть увагу, що розміщення у Вікіпедії матеріалів, автор яких не надав явного дозволу на їхнє використання відповідно до ліцензії GNU FDL без незмінюваних секцій та Creative Commons із зазначенням автора / розповсюдження на тих самих умовах, може бути порушенням законів про авторське право. Користувачів, які додають до Вікіпедії такі матеріали, може бути тимчасово позбавлено права редагувати статті. Попри все, ми завжди раді вашим оригінальним статтям. Дякуємо. Цю сторінку внесено до категорії Вікіпедія:Можливе порушення авторських прав. |

## Творче кредо
Намагатися бачити «велике в малому і мале у великому», провідну роль відіграє Людина. Варіативність її образного змісту, фізичних та психологічних властивостей, «архітектура» анатомічної  будови, домінантність у раельному середовищі і в середовищі міфологічної літературної сюжетики, чітке позначення авторських рис, лаконізм виразу художньої  ідеї, чистота вертикальних силуетних ліній, пружна динаміка скляних фігур[джерело не вказане 1427 днів].

## Основні виставки
1983р. виставка «Вузи народному господарству» м. Київ, Україна.
1985р. виставка до 130-річчя з дня народження І.Франка м. Львів, Україна.
1989р. «Християнські мотиви у сучасному українському мистецтві»  м. Львів, Україна.
1989р. виставка художників Львова «Мініатюра в декоративному мистецтві» Київ, Україна.
1991р. Галерея «Pavlovsky Art  Kraft» Утрехт, Нідерланди.
1993р.  виставка львівських художників. Словенія, Любляна.
1996р. виставка львівських художників «Збереження традицій та пошуки нових концепцій» Львів, Україна.
2003р. персональна виставка скла. Палац мистецтв у Львові. Україна.
2003р. виставка приурочена до днів Львова у Кракові . Краків, Польща.
2004 р. персональна виставка скла . Львів, музей Львівської національної академії.
2005 р. виставка скла на прийом Президентом України послів дипломатичних представників, акредитованих в Україні.  Маріїнський палац. Київ, Україна.
2006 р. виставка «Світ Божий, як Великдень» Київ, Україна.
2007р.  виставка в музеї Києво-Печерської Лаври. Київ, Україна.
2008 р.  Весняний Салон . Високий замок. Палац мистецтв у Львові. Україна.
2010р. VIII Міжнародний симпозіум з гутного скла у м. Львові

## Творчі роботи
1.      «Тесей і Аріадна» 3 шт.: 1. 39 см,  2. 41 см, 3. 47 см; медове скло, наліпи (прозорі). Весняний салон — 2013 рік.
2.      «Водограй», 41 см; медове скло, гута, наліпи. Весняний салон — 2013 рік.
3.      «Купання Псіхеї», 58 см; медове скло, гута, наліпи. Весняний салон — 2013 рік.
4.      «Козацькі розваги. Лучники»,  51 см, 48 см, 58 см, 9 Міжнародний Симпозіум з гутного скла у Львові. 2013 рік.
5.      «Золотий Телесик», 33 см; 16 шт. VI Міжнародний фестиваль лялькових театрів; гута, кольорове скло. 2007 рік.
6.      2015 рік. Міжнародний конкурс музики на смичкових інструментах. «Зірочка» 3 шт.; 37 см; гравірування. Стрий, Львів, Київ.
7.      «Пісня про кохання», 39 см. Виставка українських художників у Китаї 2012—2013 рр. Знаходиться в галереї в Китаї.